# Lisette Dufour
Lisette Dufour, née en 1949, est une actrice québécoise.
Sa voix la plus célèbre est celle de Lisa Simpson dans la série Les Simpson. Elle prête aussi sa voix à Connie dans la version québécoise des Rois du Texas, intitulée Henri pis sa gang. Lisette Dufour a aussi fait un certain nombre de doublages québécois, particulièrement celui de Pocahontas dans le film de Disney. Elle prête aussi sa voix a Nanette Manoir dans la série Angela Anaconda, jeune peste riche et prétentieuse qui est la rivale de l'héroïne. 
Elle est également la voix québécoise de Heather Graham, Holly Hunter, Emily Watson, Ali Larter et Neve Campbell pour son personnage de Sidney Prescott dans la série de films Frissons.

## Doublage

### Cinéma

#### Films
| - Heather Graham dans : - Nuits Endiablées (1997) : Felicity Shagwell - Perdus dans l'espace (1998) : Dr Judy Robinson - Austin Powers : Agent 00 sexe (1999) : Felicity Shagwell - Dites-Moi Que Je Rêve (2001) : Josephine Wingfield - Cake: La vie, c'est du gâteau (2005) : Pippa McGee - Oh en Ohio (2006) : Justine, la vendeuse d'objets sexuels - L'Âme sœur (2006) : Gray - Lendemain de veille (2009) : Jade - Lendemain de veille 3 (2013) : Jade - Neve Campbell dans : - Frissons (1996) : Sidney Prescott - Frissons 2 (1997) : Sidney Prescott - Studio 54 (1998) : Julia Black - Volte-Face (2000) : Sarah Cassidy - Frissons 3 (2000) : Sidney Prescott - Frissons 4 (2011) : Sidney Prescott - Frissons (2022) : Sidney Prescott - Holly Hunter dans : - L'Imitateur (1995) : M.J. Monahan - Le Salut (2003) : Adele Easley - Le petit carnet noir (2004) : Barb - Le Grand Blanc (2005) : Margaret Barnell - De leurs propres ailes (titre alternatif : On ne cédera pas[réf. nécessaire]) (2012) : Evelyn Riske - Emily Watson dans : - Hilary et Jackie (1998) : Jackie - Wah-Wah (2005) : Ruby Compton - Miss Potter (2006) : Millie Warne - Des lucioles dans le jardin (2008) : Jane Lawrence - La Voleuse de livres (2013) : Rosa Hubermann - Ali Larter dans : - Destination ultime (2000) : Claire Rivers - Destination ultime 2 (2003) : Claire Rivers - Resident Evil : L'Extinction (2007) : Claire Redfield - Resident Evil : L’Au-delà 3D (2010) : Claire Redfield - Laura Linney dans : - Tu peux compter sur moi (2000) : Sammy Prescott - Le Journal d'une Nanny (2007) : Mme X - Là-Bas (2009) : Caroline - Week-end royal (2012) : Daisy - Elizabeth Perkins dans : - 28 jours (2000) : Lily Cummings - Ce qu'il faut savoir sur mes parents (2005) : Rachel Kleinman - Doit aimer les chiens (2005) : Carol - Hop! (2011) : Bonnie O’Hare - Christine Taylor dans : - Le Chanteur de noces (1998) : Holly Sullivan - Zoolander (2001) : Matilda Jeffries - À livre ouvert (2007) : Allison - Mariage 101 (2007) : Lindsey Jones - Anne Heche dans : - Des hommes d'influence (1997) : Winifred Ames - Six jours, sept nuits (1998) : Robin Monroe - Le troisième miracle (1999) : Roxane - Imelda Staunton dans : - Harry Potter et l'Ordre du Phénix (2007) : Dolores Ombrage - Harry Potter et les Reliques de la Mort - Partie 1 (2010) : Dolores Ombrage - Maléfique (2014) : Hortense - Jennifer Tilly dans : - 100% américain (1993) : Stacy - Le Manoir Hanté (2003) : Mme Leota - Cate Blanchett dans : - L'Énigmatique M. Ripley (1999) : Meredith Logue - Nœuds et dénouements (2001) : Petal - Hope Davis dans : - Monsieur Schmidt (2002) : Jeannie Schmidt - La Preuve Irréfutable (2005) : Claire - Dervla Kirwan dans : - L'Appel du Météore (1998) : Carmel - Ondine (2009) : Maura - Heidi Kling dans : - Jeu de Puissance (1992) : Casey Conway - D3: Les Mighty Ducks 3 (1996) : Casey Conway - Anna Thomson dans : - Mauvais Garçons (1995) : Francine - Angus (1995) : April Thomas - Sissy Spacek dans : - L'Intra-Terrestre (1999) : Helen Webber - Quatre Noël (2008) : Paula - Sophie Thompson dans : - Les Vraies Valeurs (2000) : Dora Moxton - Mange, prie, aime (2010) : Corella - Sally Phillips dans : - Bridget Jones : L'Âge de raison (2004) : Shazzer - Orgueil et Préjugés et Zombies (2016) : Mrs Bennet | - 1987 : Académie de Police 4 : Aux Armes Citoyens! : Sergent Laverne Hooks (Marion Ramsey) - 1989 : Freddy 5 : L'héritier du rêve : Anne (Beth DePatie) - 1990 : Heidi - Le Sentier du Courage : Clarissa (Jade Magri) - 1991 : Quand l'Habit fait l'Espion : Mariska (Gabrielle Anwar) - 1991 : Faut pas dire à Maman que la Gardienne mange les Pissenlits par les racines : Carolyn (Jayne Brook) - 1991 : Chucky 3 : Ivers (Donna Eskra) - 1991 : Commando Suprême : Hutch (Mark William Calaway) - 1993 : L'Homme sans visage : Gloria Norstadt (Fay Masterson) - 1993 : Le Ciel et la Terre : Kim (Thuan Le) - 1994 : Bonheur Aigre-Doux : Jade Li (Sandra Oh) - 1994 : Sous le ciel du Nevada : Alex Marshall (Amy Locane) - 1994 : Les Petits Géants : Cheryl Berman (Elizabeth Anne Smith) - 1994 : La Guerre : Lois (Mare Winningham) - 1995 : Johnny Mnémonique : Anna Kalmann (Barbara Sukowa) - 1995 : L'Homme qui gravit une colline et redescendit une montagne : Blod Jones (Lisa Palfrey) - 1995 : Rendez-Vous sur la Lune : Emily Piper (Deanna Milligan) - 1995 : La Folle Excursion de National Lampoon : Miss Tracy Milford (Valerie Mahaffey) - 1995 : Le Musée de Margaret : Marilyn (Andrea Morris) - 1995 : L'Inconnu : Maura (Martha Burns) - 1995 : Souvenirs d'été : Wiladene (Janeane Garofalo) - 1995 : Draghoula : Sabrina (Stephanie Seidle) - 1996 : Femmes de rêve : Sharon Cassidy (Mira Sorvino) - 1996 : Retour au Bercail II - Perdus à San Francisco : Caniche - 1996 : Le Porteur de cercueil : Julie DeMarco (Gwyneth Paltrow) - 1996 : Emma : Mme Bates (Phyllida Law) - 1996 : La Peau sur les os : Linda Halleck (Bethany Joy Lenz) - 1996 : Nuit noire (Mother Night) : Helga Noth / Resi Noth (Sheryl Lee) - 1996 : Armée et Dangereuse : Détective Waller (Ella Joyce (en)) - 1996 : Jeunes sorcières : Faith Ferguson (Mimi Rose) - 1997 : Meurtrie : Julie Clayton (Mädchen Amick) - 1997 : Romy et Michelle : Les Reines de la soirée : Christy Masters (Julia Campbell) - 1997 : Panique : Marian Cook (Diane Carlson) - 1997 : Air Force One: Avion présidentiel : Grace Marshall (Wendy Crewson) - 1997 : Détectives : Liz Randone (Annabella Sciorra) - 1997 : Le Loup-garou de Paris : Amy Finch (Julie Bowen) - 1998 : Voici les Deedles : Lt. Jesse Ryan (A.J. Langer) - 1998 : Le passager : Shirley Duprey (Nancy Allen) - 1998 : Ce soir, tout est permis : Denise Fleming (Lauren Ambrose) - 1998 : L'Histoire de mon Père : Nuala (Fiona Glascott) - 1999 : Elle a tout pour elle : Katie (Gabrielle Union) - 1999 : Une bouteille à la mer : Alva (Viveka Davis) - 1999 : L'Autre Sœur : Heather Tate (Sarah Paulson) - 1999 : La Nuit la plus longue 2: Le Prix du Sang : Pam (Tiffani-Amber Thiessen) - 1999 : Un Amour Imposé : Cynthia Miles (Clare Sims) - 1999 : Attention Madame Tingle : Mlle Banks (Molly Ringwald) - 1999 : Meilleur que le chocolat : Carla (Marya Delver) - 1999 : Détroit, ville du Rock : Christine (Natasha Lyonne) - 1999 : Lettres de Mansfield Park : Maria Bertram (Victoria Hamilton) - 1999 : L'Éternel Mari : Karen (Caroline Nelson) - 1999 : Piège Mortel (Question of Privilege) : Andrea Roberts (Jessica Steen) - 1999 : Le Célibataire : Natalie Arden (Marley Shelton) - 1999 : Le Voyage de Félicia : Marcia Tibbits (Julie Cox) - 1999 : L'Œuvre de Dieu, la part du Diable : Rose Rose (Erykah Badu) - 2000 : Le Bonheur... ou Presque : Finn (Stacy Edwards) - 2000 : Amour et Basketball : Sidra O'Neal (Erika Ringor) - 2000 : Regard Dangereux : Ellie (Rebekah Louise Smith) - 2000 : Donjons & Dragons : Marina Pretensa (Zoe McLellan) - 2000 : Miss Personnalité : Leslie Davis, Miss Californie (Wendy Raquel Robinson) - 2001 : Camouflage : Cindy Davies (Vanessa Angel) - 2001 : Pomme et Cannelle : Lucy Whitman (Sara Marsh) - 2001 : Saint-Valentin : Lily Voight (Jessica Cauffiel) - 2001 : Blonde et légale : Chutney Windham (Linda Cardellini) - 2001 : Morts de peur : Agente Natasha Weston (Avis-Marie Barnes) - 2001 : Le Confort Des Objets : Susan Train (Moira Kelly) - 2001 : Anthrax : Robin Anderson (Allison Hossack) - 2001 : 13 fantômes : Maggie Bess (Rah Digga) - 2001 : Joe Quelqu'un : Callie Scheffer (Kelly Lynch) - 2002 : Les masseuses : Lea (Lindy Booth) - 2002 : Les Heures : Vanessa Bell (Miranda Richardson) - 2003 : L'Attrapeur de rêves : Trish (Ingrid Kavelaars) - 2004 : Le Tour du monde en 80 jours : Général Fang (Karen Joy Morris) - 2004 : Chestnut: le Héros de Central Park : Mère Agnès (Ellen Kennedy) - 2004 : La Fortune de Géraldine : Greta Jones (Jennifer Morehouse) - 2004 : Course folle : Réceptionniste de l'hôtel (Jenica Bergere) - 2005 : Boogeyman : Le Pouvoir de la Peur : Mère de Tim (Lucy Lawless) - 2006 : Cœurs sanglants : Denise Grafton (Laura DeCarteret) - 2007 : Fugitive Pieces : Michaela (Ayelet Zurer) - 2007 : Féroce : Gwen (Celia Ireland) - 2007 : Désir, danger : Ma Tai Tai (Yan Su) - 2008 : Tromperie : l'analyste de Wall Street (Natasha Henstridge) - 2008 : Le cauchemar de Molly Hartley : Dr Amelia Emerson (Nina Siemaszko) - 2008 : Mon ami Finn : Grace (Wendy Anderson) - 2009 : Millénium 3 : La Reine dans le palais des courants d'air : Annika Giannini (Annika Hallin) - 2011 : Méchant menteur : Kirsten Brant (Rachel Dratch) - 2011 : Margaret : Abigail (Betsy Aidem) |

#### Films d'animation
- 1987 : Cathy et les extra-terrestres : Kiki
- 1995 : Le Caillou et le Pingouin : Priscilla
- 1995 : Pocahontas : Une légende indienne : Pocahontas
- 1997 : Anastasia : Anastasia
- 1998 : Pocahontas 2 : À la découverte d'un monde nouveau : Pocahontas
- 2000 : La Petite Sirène 2 : Méchante jeune fille
- 2002 : Hé Arnold !, le film : Helga
- 2007 : Les Simpson, le film : Lisa Simpson

### Télévision

#### Téléfilms
- 1989 : Au secours de Jessica McClure : Jamie Moore (Robin Frates)
- 1992 : Mission top secret : Annette (Rachel Friend)
- 1994 : Tel Père, Tel Scout : Donna Paley (Heidi Swedberg)
- 1998 : Depuis ton Départ : Mollie Rusk (Joy E. Gregory)
- 1998 : Les Contes d'Avonlea: Joyeux Noël Mademoiselle King : Hanna Lester (Alexa Gilmour)

#### Téléfilms d'animation
- 1991 : La Fée des Dents : Laura (Lori)
- 2005 : Méli-mélo au pôle Nord : Julie Jolie

#### Séries télévisées
- 1989 - 1992 : Les Huxtables : Olivia Kendall (Raven-Symoné)
- 1987 - 1991 : Degrassi Junior High : Kathleen Mead (Rebecca Haines)
- 1990 - 1992 : Les Contes d'Avonlea : Clemmie Ray (Gillian Steeve)
- 1998 - 2001 : Amandine Malabul : Jadu Wali (Harshna Brahmbhatt)
- 1998 - 2005 : Coroner Da Vinci : Sergent Sheila Kurtz / Gloria (Sarah-Jane Redmond)
- 2008 - 2009 : La limite : Carol (Linda Hamilton)
- 2010 : Les Piliers de la terre : Agnes (Kate Dickie)
- 2011 : Le Fou de l'hôtel : Pippa Venturi (Melanie Papalia)
- 2013 : Orange is the new black: Yoga jones (Constance Shulman)

#### Séries d'animation
- 1989 : Les Simpson : Lisa Simpson / Maggie Simpson
- 1989-1991 : Babar : Flore (saisons 1 à 5)
- 1995 : La Petite Lulu : Willie (3 épisodes)
- 1995 : L'Île de la tortue : Vendredi
- 1999 : Angela Anaconda : Nanette Manoir
- 1999 : Méga Bébés : Buck
- 1999 : T'choupi et Doudou : Lalou (1re saison)
- 2000 : Pour le meilleur et pour le pire : April Patterson
- 2002 : Max et Ruby : Louise
- 2010 : Monsieur Lune : Petite Ourse / divers
- 2014 : Mon derrière perd la tête : Gran